# Riobamba
Riobamba est une ville d'Équateur, chef-lieu du canton du même nom et capitale de la province du Chimborazo. Sa population s'élevait à 146 324 habitants d'après le recensement de 2010.

## Géographie
Riobamba se trouve dans un bassin de la Cordillère centrale et dans la vallée de la rivière Chambo. Elle est entourée par les sommets enneigés des volcans Chimborazo (6 310 m), Altar (5 321 m), Carihuairazo (5 020 m), Tungurahua (5 023 m), Cubillín (4 711 m) et Sangay (5 230 m).
Riobamba est située à 166 km (200 km par la route) au sud de Quito, la capitale du pays.

## Histoire
Riobamba fut la première ville fondée par les Espagnols en Équateur, dirigés par Diego de Almagro, le 15 août 1534. 
Elle fut complètement détruite par un tremblement de terre en 1797 et reconstruite 14 km plus loin, près du village de Cajabamba, par le Gouverneur espagnol Francisco Luis Hector de Carondelet. Il subsiste encore, sur l'ancien site, la plus vieille église d'Équateur.
Au début du XIXe siècle, la ville devint un centre des mouvements indépendantistes vis-à-vis de la Grande Colombie espagnole.

## Économie
L'économie repose en partie sur l'agriculture pratiquée par les communautés indigènes de la région.

## Arts et culture
L'artiste Adolfo Pérez Esquivel a effectué une peinture murale sur les peuples indigènes dans la cathédrale de Riobamba.
De par l'histoire de Jean et Isabel Godin des Odonais, la ville de Riobamba est la seule cité équatorienne liée par une charte d'amitié à une ville française, celle de Saint-Amand-Montrond (où le couple a vécu jusqu'en 1792, une fois rentré en France).

## Personnalités liées à la commune
- Pedro Vicente Maldonado (1704-1748) : scientifique né à Riobamba ;
- Isabel Godin des Odonais (1728-1792) : née à Riobamba, elle traversa l'Amazonie au XVIIIe siècle ;
- Luis Alberto Costales (1926-2006) : poète, philosophe et homme politique né et mort à Riobamba ;
- Bolívar Echeverría (1941-2010) : philosophe né à Riobamba.

## Galerie

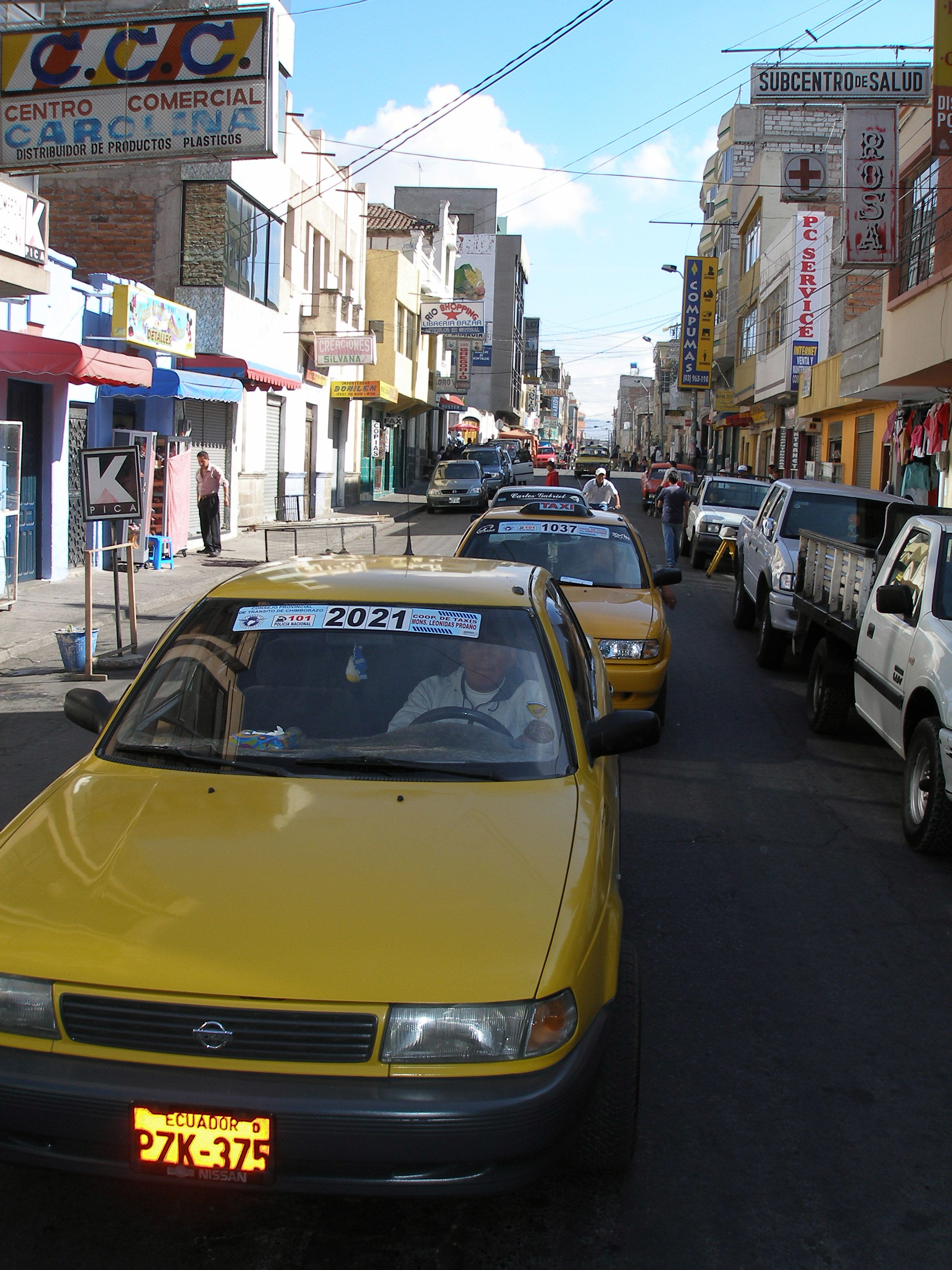
Rue de Riobamba
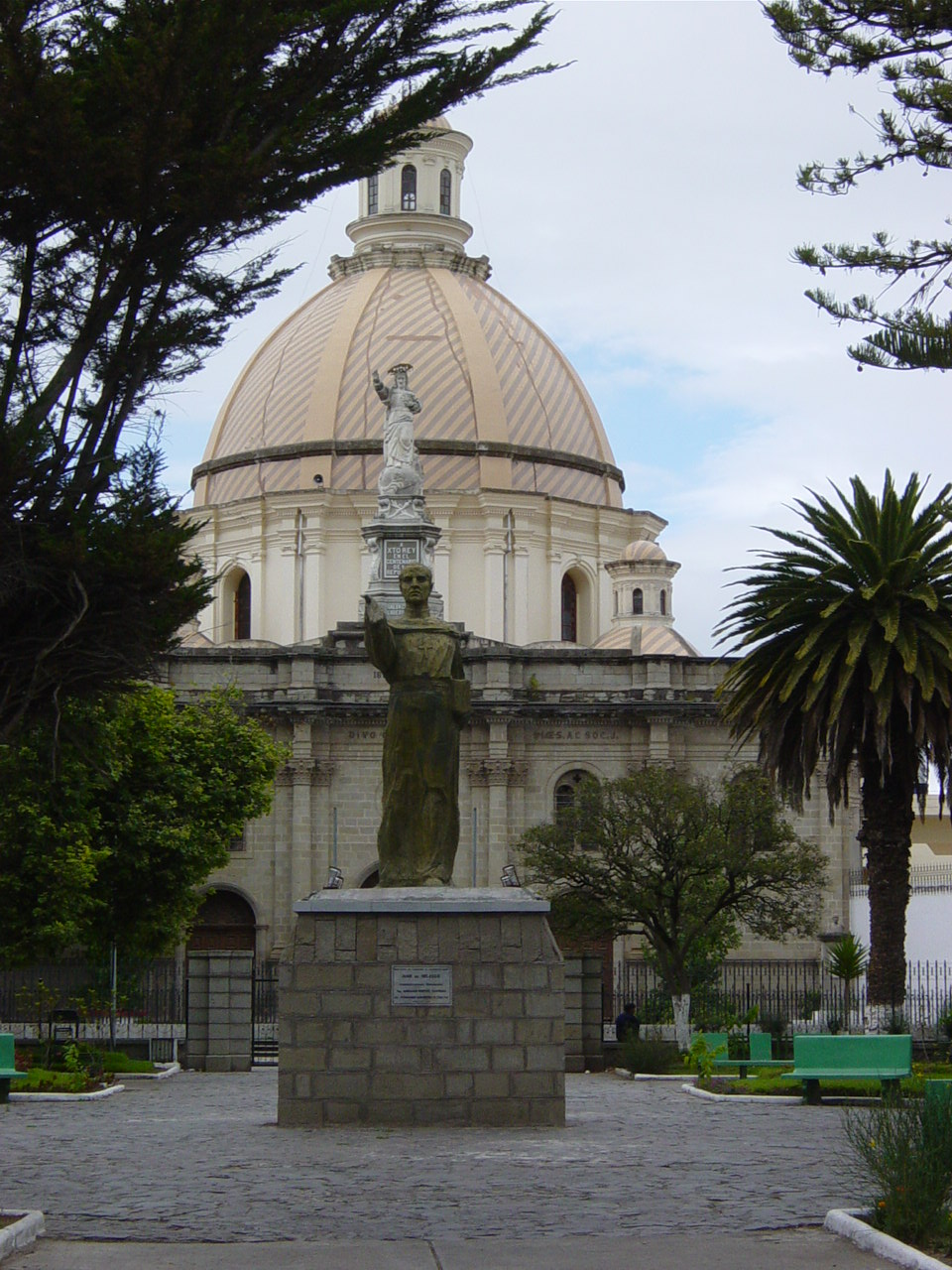
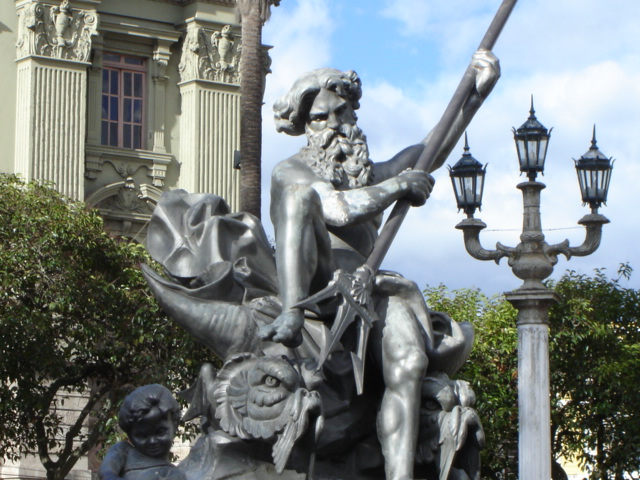